# Iglesia de San Felipe y Santiago el Menor (Zaragoza)
La iglesia de San Felipe y Santiago el Menor es un edificio barroco situado en la ciudad de Zaragoza, España. Se encuentra en la plaza de San Felipe.

## Historia
Fue comenzada en 1686 por iniciativa de los marqueses de Villaverde, sustituye a otra iglesia menor que se había quedado pequeña. Los marqueses, que vivían en un palacio adyacente, el mismo que ocuparían los condes de Argillo más tarde, aportaron el terreno y parte del dinero necesario para la construcción con la condición de tener acceso directo desde su casa. En 1752 Ventura Rodríguez intervino, modernizando el edificio en estilo clasicista. La iglesia no se terminó hasta mediados del siglo XVIII.

## Descripción
En el exterior destaca la portada, flanqueada por dos columnas salomónicas esculpidas en piedra negra de Calatorao y rematada por una figura de Santa Helena y un relieve de la Eucaristía.
El interior es de tres naves, con un atrio y el coro a los pies. La nave central está decorada con tallas policromadas de nueve apóstoles realizadas por José Ramírez de Arellano, que además se encargó del púlpito dorado y del retablo mayor, con las tallas también policromadas de los dos santos titulares. El colegio apostólico se completa en el altar a los pies de la nave del lado del Evangelio con las figuras, también policromadas, de San Simón y San Judas Tadeo. Las capillas presentan numerosos retablos barrocos. También resulta interesante un templete neoclásico en la nave derecha, en la que se encuentra un Ecce Homo de aire flamenco sentado y no atado a la columna. Destaca también el baldaquino a imagen del de San Pedro de Roma, aunque de menores proporciones, obviamente.

## Galería

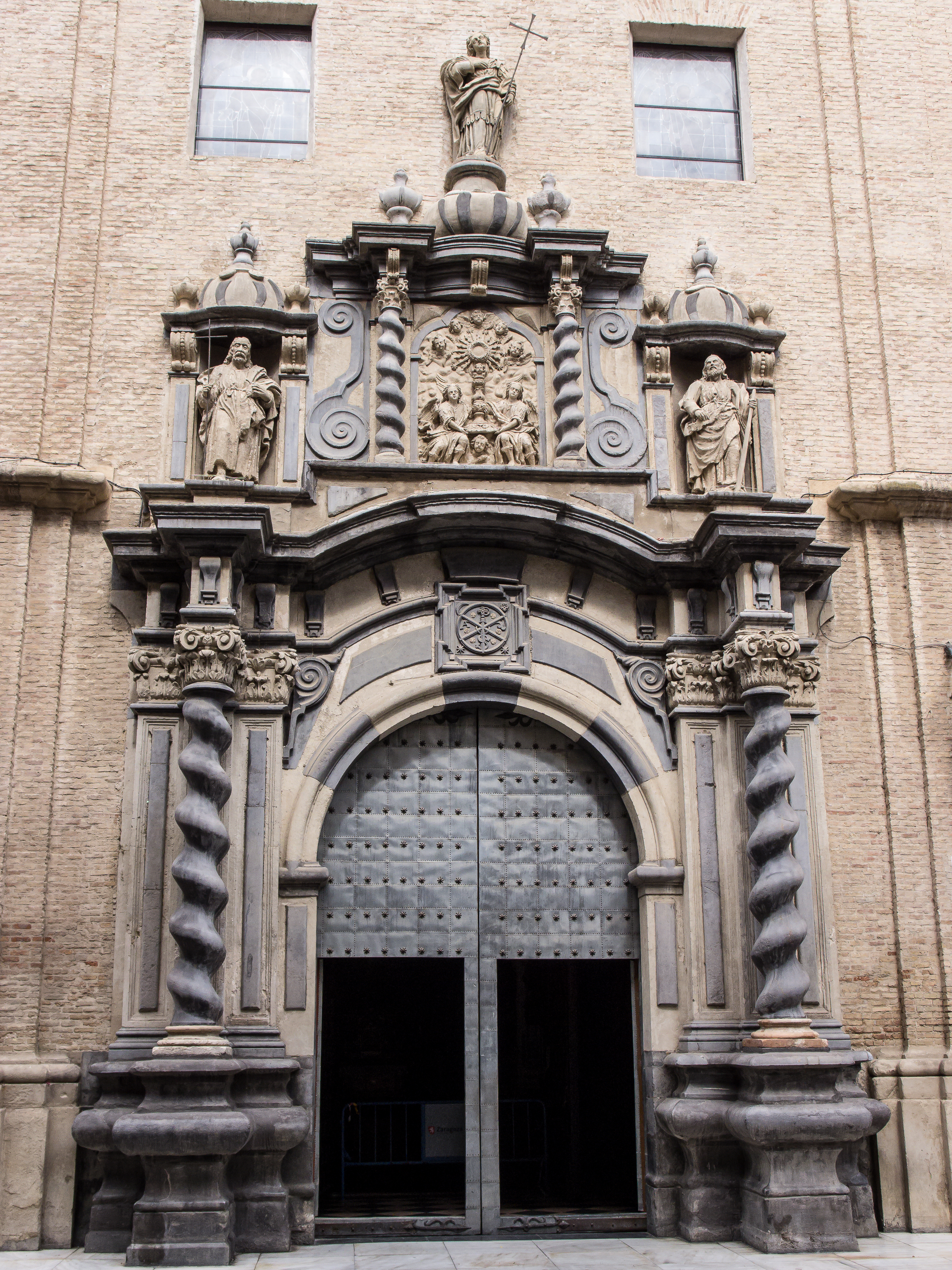
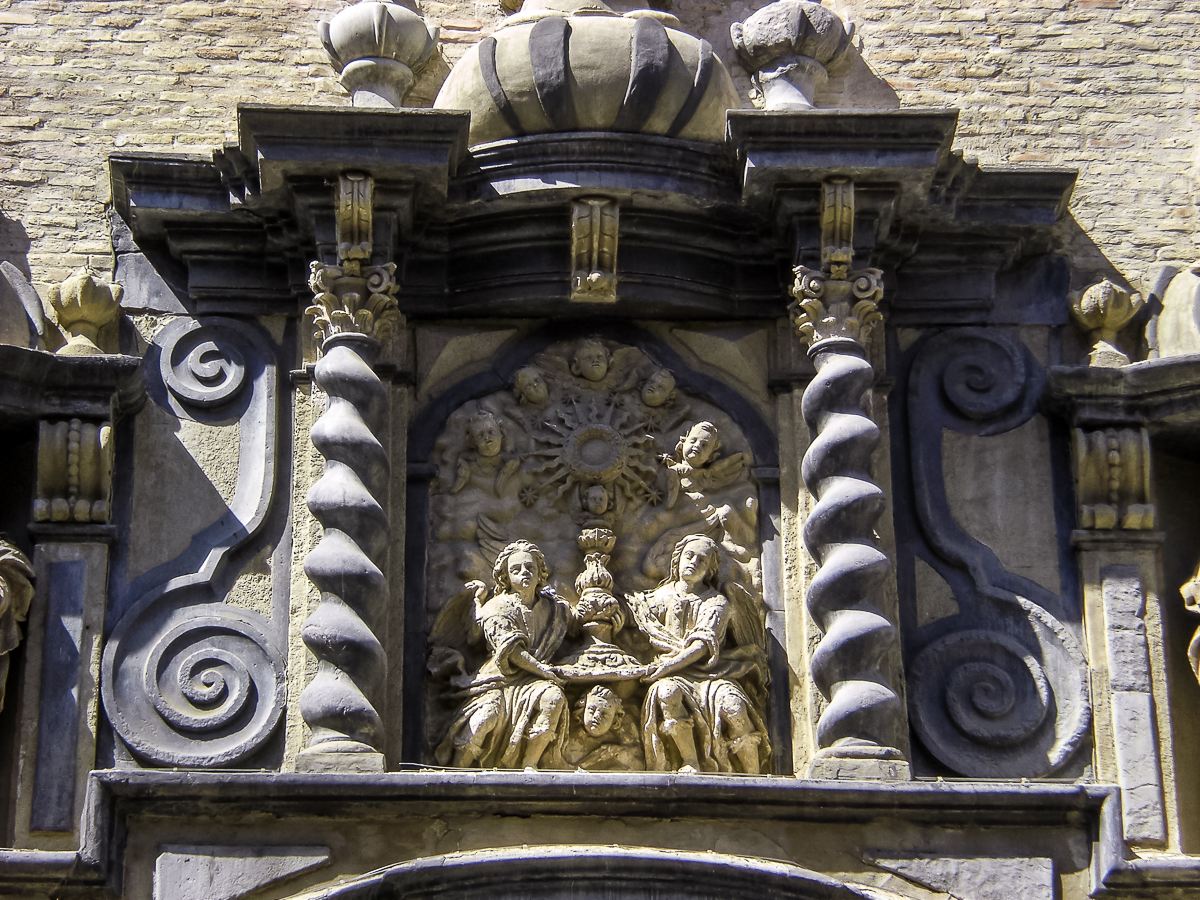
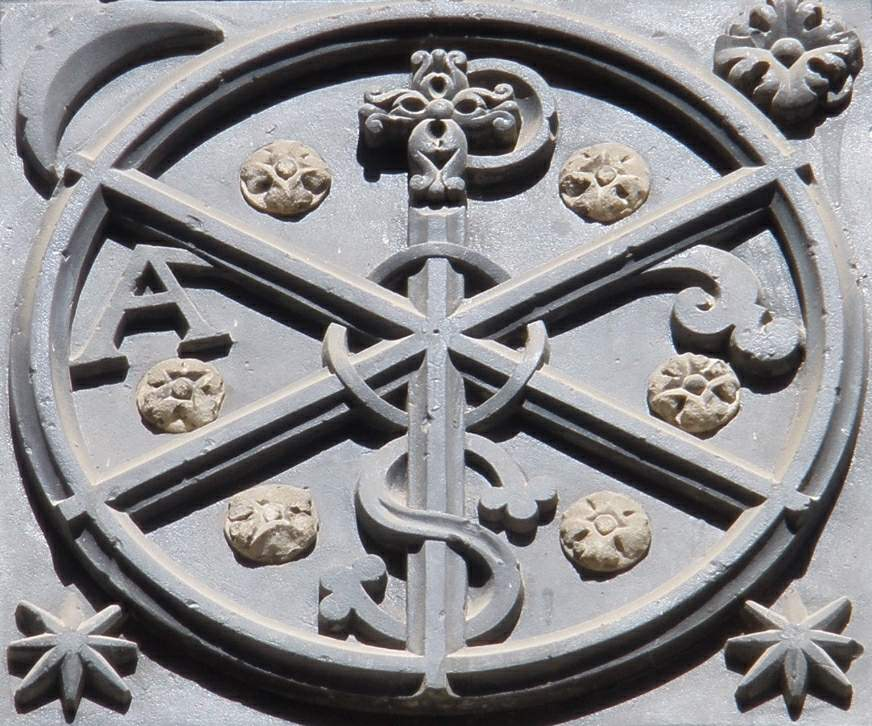
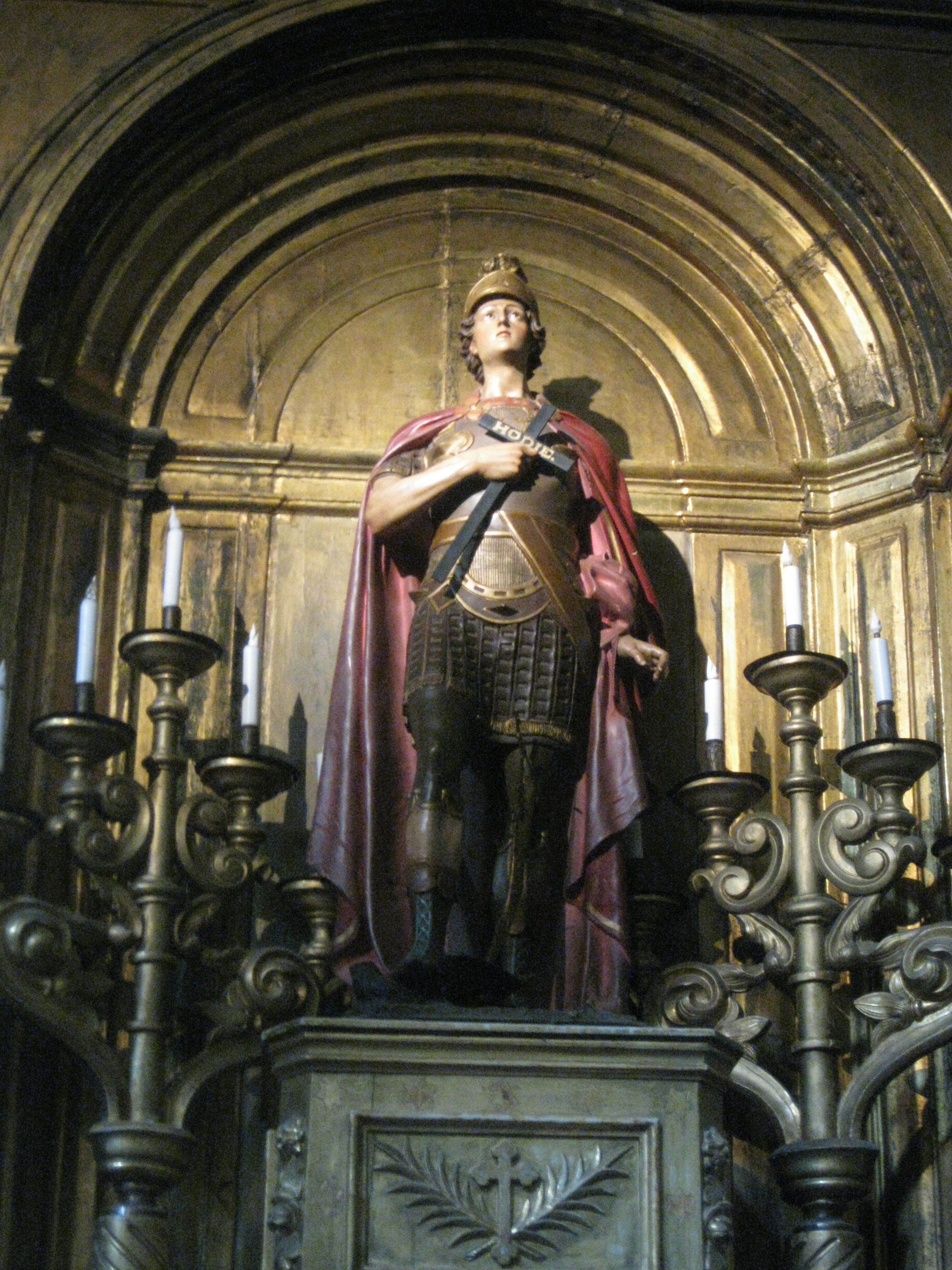
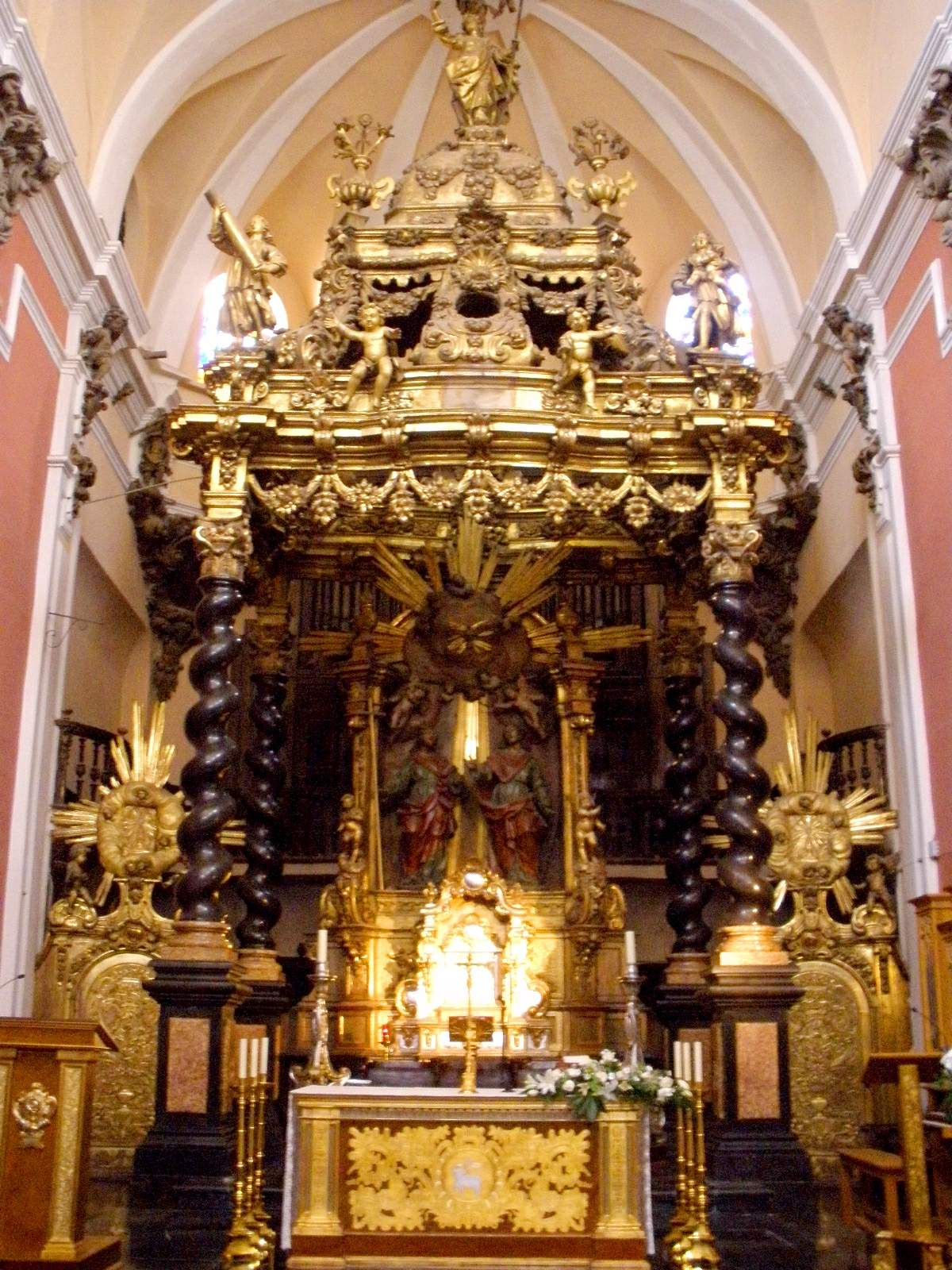
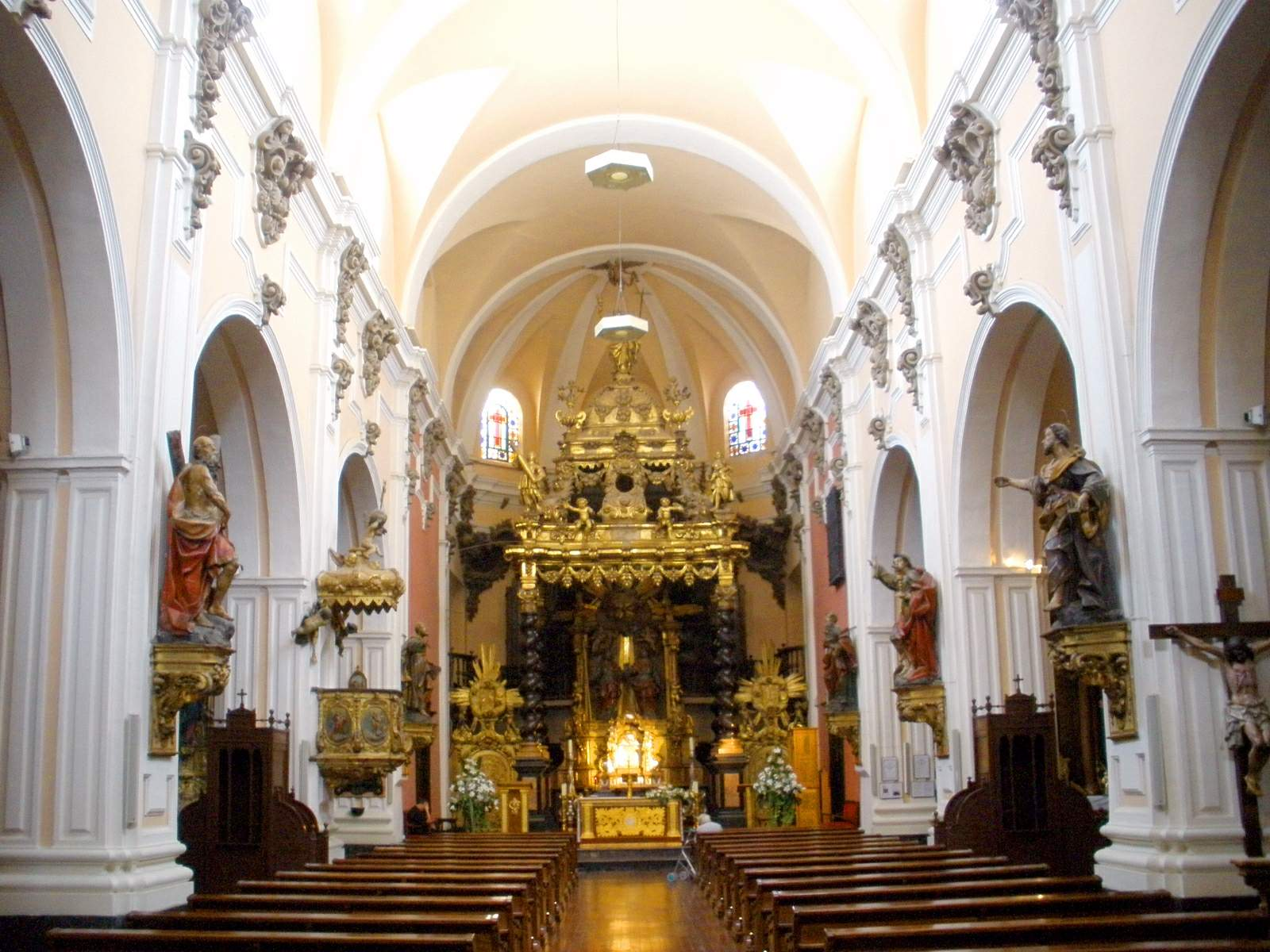
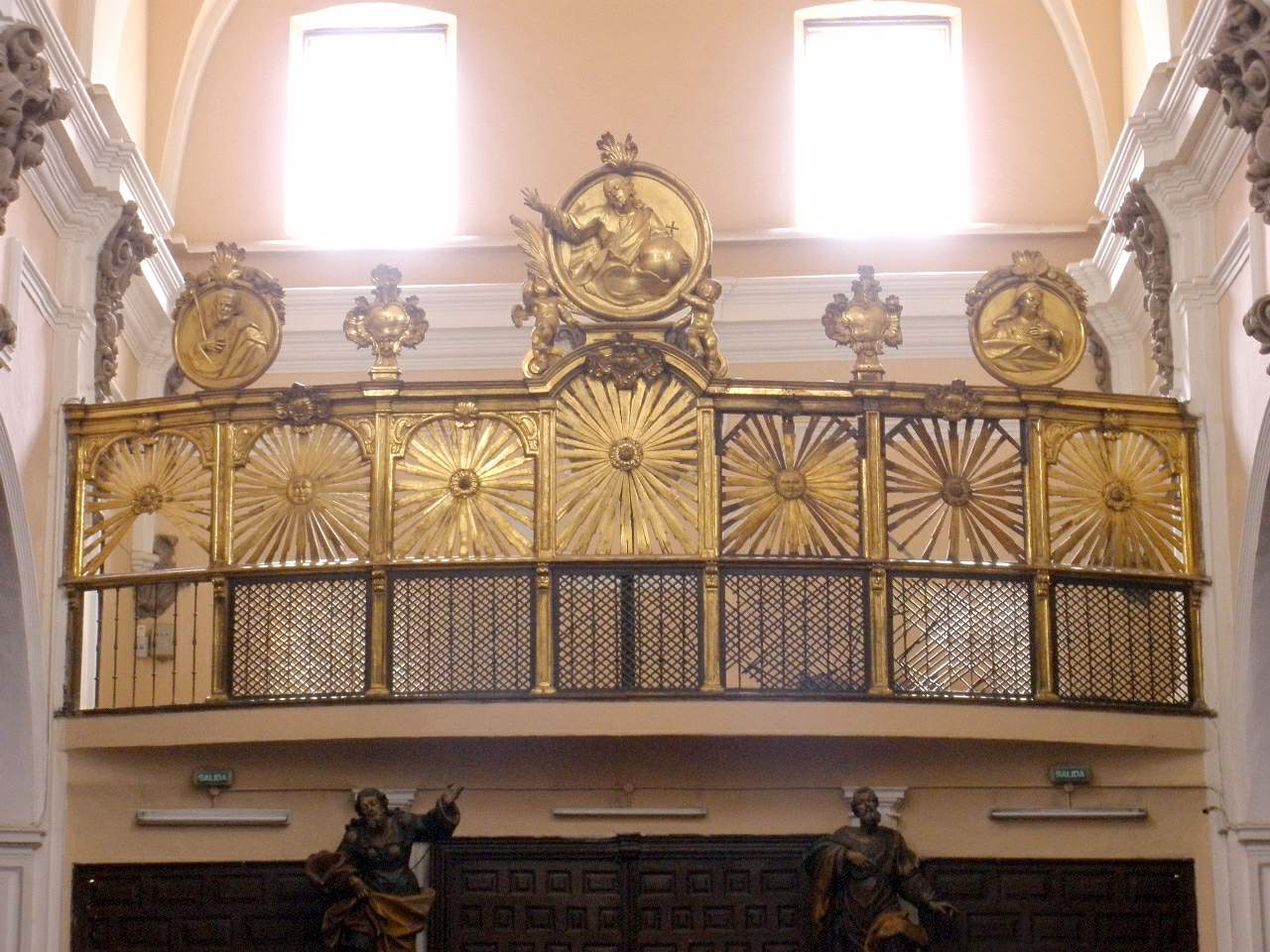
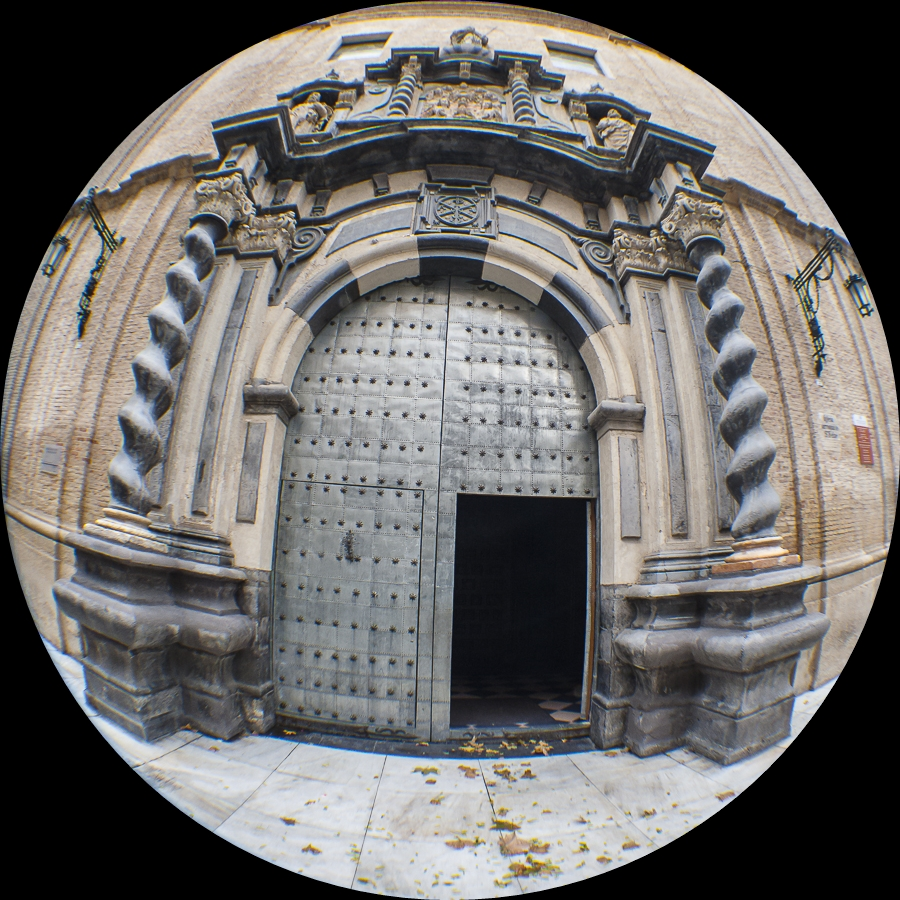
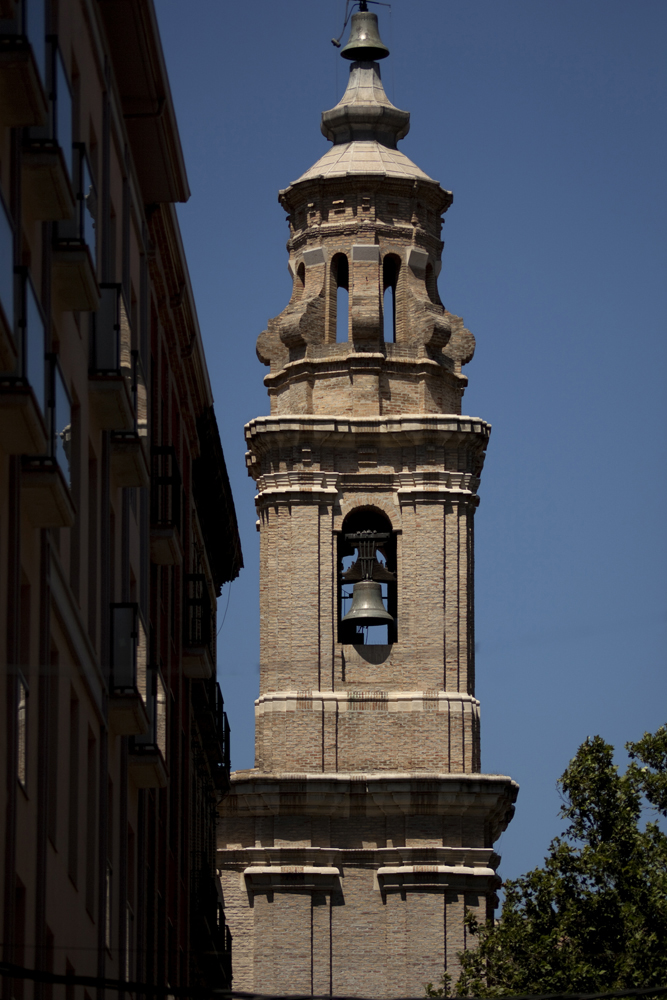
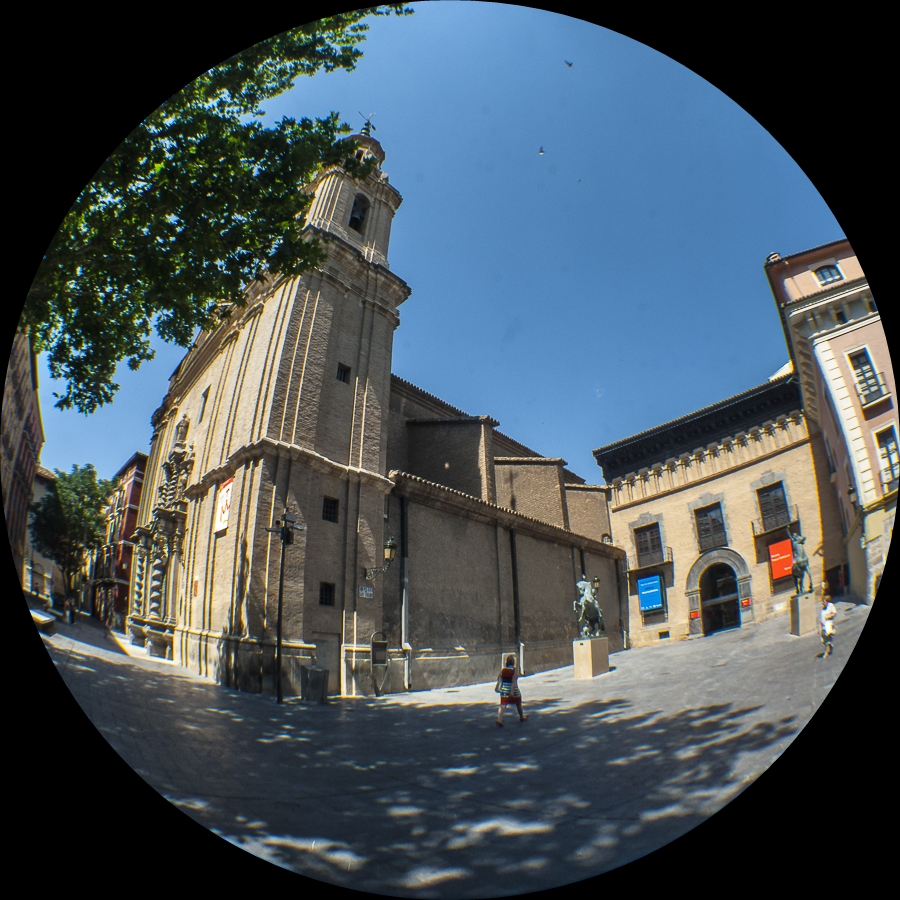